# De Havilland Tiger Moth
de Havilland Tiger Moth – brytyjski samolot szkolny, zaprojektowany i zbudowany w 1931 roku w brytyjskiej wytwórni lotniczej de Havilland. Produkowany masowo, stanowił podstawowy samolot szkolny brytyjskiego lotnictwa wojskowego przez okres II wojny światowej. 

## Historia

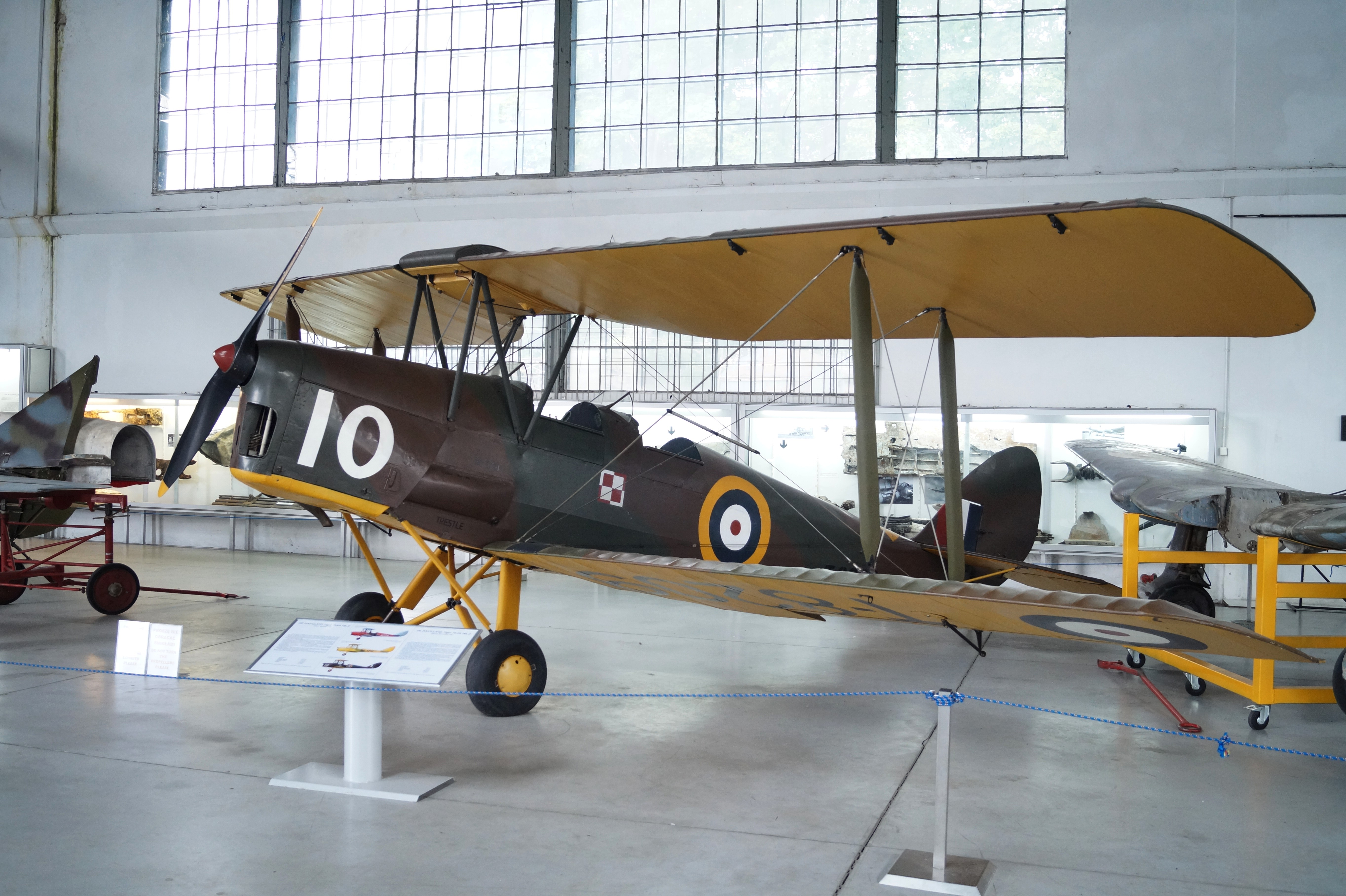
De Havilland 82A Tiger Moth II w ekspozycji Muzeum Lotnictwa Polskiego w Krakowie

W 1930 roku w brytyjskiej wytwórni lotniczej de Havilland skonstruowano samolot szkolny w układzie dwupłata, oznaczony DH-60T Tiger Moth. Konstrukcja samolotu została oparta na popularnym samolocie szkolnym DH-60G Gipsy Moth. W nowym samolocie poprawiono sylwetkę i wprowadzono kilka istotnych ulepszeń. Do najważniejszych należało przesunięcie górnego płata do przodu, aby ułatwić skok ze spadochronem z pierwszego fotela. W tym samym celu przy obu fotelach zastosowano otwierane do dołu boki kabin. Ponadto dokonano szereg drobnych ulepszeń wynikających z doświadczeń budowy wcześniejszych typów samolotów szkolnych tej firmy.
Prototyp samolotu de Havilland Tiger Moth był napędzany silnikiem rzędowym de Havilland Gipsy III o mocy 120 KM (88 kW) i został oblatany w dniu 26 października 1931 roku. Samolot miał płaty i usterzenie konstrukcji drewnianej, kryte płótnem. Na górnym płacie zamontowano skrzela, a na dolnym lotki. Kadłub był spawany z rur stalowych, kryty był płótnem. W obu kabinach umieszczonych jedna za drugą (przednia ucznia, tylna instruktora) znajdowały się sterownice i komplet niezbędnych przyrządów pokładowych. W stałym podwoziu zastosowano amortyzatory gumowe. Prototyp spełniał wszystkie założenia projektu i wykazywał doskonałe właściwości pilotażowe. W związku z tym samolot skierowano do produkcji seryjnej i oznaczono go jako de Havilland DH-82 Mk I Tiger Moth.
W 1931 roku przystąpiono do budowy następnej seryjnej wersji oznaczonej DH-82A Mk II Tiger Moth, która różniła się od poprzedniej tylko zastosowaniem silniejszego silnika de Havilland Gipsy Major o mocy 130 KM (96 kW). Był to silnik rzędowy z cylindrami wiszącymi, co poprawiło widoczność z obu kabin. Dla utrudnienia wchodzenia samolotu w korkociąg zastosowano w nim przedłużony statecznik poziomy, natomiast część pokrycia płóciennego na kadłubie ze względów eksploatacyjnych zastąpiono pokryciem ze sklejki. Produkcję seryjną tej wersji rozpoczęto w 1933 roku. Część samolotów wyposażono również w metalowe pływaki Short.
Produkcję seryjną samolotu de Havilland Tiger Moth zakończono w 1944 roku, ogółem wybudowano 8811 samolotów obu wersji, z tego 5483 w Wielkiej Brytanii, a pozostałe na licencji w następujących krajach: Kanadzie – 1747, Australii – 1085, Nowej Zelandii – 91, Portugalii – 91, Norwegii – 37 i Szwecji – 23.

## Użycie w lotnictwie
Samoloty de Havilland Tiger Moth zostały wprowadzone do szkół lotniczych Royal Air Force (RAF) w 1934 roku, a do 1935 roku trafiły również do cywilnych szkół lotniczych, gdzie były stosowane do połowy lat pięćdziesiątych XX wieku.
Oprócz lotnictwa brytyjskiego samoloty de Havilland Tiger Moth były stosowane również w lotnictwie: Kanady, Australii, Nowej Zelandii, Indii Brytyjskich i niepodległych, Sri Lanki, Danii, Egiptu, Francji, Grecji, Holandii, Litwy, Norwegii, Peru, Rodezji, Szwajcarii, Szwecji i Belgii. Pojedyncze egzemplarze zakupiły również inne państwa.

## Użycie w lotnictwie polskim
Ze względu na jego właściwości pilotażowe, w czerwcu 1934 roku również polskie Ministerstwo Komunikacji zakupiło w Wielkiej Brytanii jeden samolot de Havilland DH.82A Tiger Moth (ex G-ACEH). W Polsce otrzymał on cywilny numer rejestracyjny SP-AMX i w przeszedł próby testowe w Instytucie Badań Technicznych Lotnictwa w Warszawie, a następnie był tam eksploatowany jako dyspozycyjny. Po wybuchu wojny ewakuowany na południowy wschód, jego dalszy los jest nieznany. 
1940 roku polscy piloci w Wielkiej Brytanii na tych samolotach wykonali loty kontrolne w ośrodkach w Old Sarum i Eastchurch. Potem szkoląc się według programów obowiązujących w RAF szkolili się na tych samolotach w szkołach brytyjskich, jak również polskich szkołach na terenie Anglii. Ogółem do końca II wojny światowej na samolotach de Havilland Tiger Moth przeszło przeszkolenie I stopnia 1665 polskich pilotów.
Samoloty DH-82A Tiger Moth były również stosowane w polskich dywizjonach, m.in. 300, 304, 309 i 315 jako samoloty pomocnicze.

## Opis konstrukcji
De Havilland DH-82A Mk II Tiger Moth był dwumiejscowym samolotem szkolnym w układzie dwupłatu o konstrukcji mieszanej, kabina odkryta. Podwozie klasyczne – stałe. Napęd: silnik rzędowy tłokowy.
Samolot nie był uzbrojony.